# Astracantha fallax
Astracantha fallax là một loài thực vật có hoa trong họ Đậu. Loài này được (Fisch.) Podl. miêu tả khoa học đầu tiên năm 1983.